# Anni 340 a.C.
Gli anni 340 a.C. sono il decennio che comprende gli anni dal 349 a.C. al 340 a.C. inclusi.

## Eventi, invenzioni e scoperte
344 a.C.: il console romano Publio Valerio Publicola diventa dittatore e nomina magister equitum il pretore Gaio Servilio Seieca Axilla.

## Nati
- Rossane († 310 a.C.)

- Demetrio Falereo, oratore, politico e filosofo greco antico343 a.C.
- Filetero, sovrano († 263 a.C.)
- Candragupta Maurya, sovrano († 297 a.C.)342 a.C.
- Tessalonica di Macedonia († 295 a.C.)341 a.C.
- 10 febbraio - Epicuro, filosofo greco antico († 270 a.C.)340 a.C.
- Duride di Samo, storico greco antico († 270 a.C.)

## Morti
- Appio Claudio Crasso Inregillense, politico e militare romano345 a.C.
- Euainetos, medaglista greco antico344 a.C.
- Antifonte, criminale ateniese
- Idrieo, nobile persiano343 a.C.
- Nectanebo II, faraone egizio342 a.C.
- Faleco, militare greco antico341 a.C.
- Ermia di Atarneo, politico greco antico340 a.C.
- Androzione, politico e storico ateniese (n. 410 a.C.)
- Mentore di Rodi, mercenario greco antico (n. 385 a.C.)
- Publio Decio Mure, politico romano
- Teodette, retore e drammaturgo greco antico (n. 380 a.C.)